# Euphorbia schizolepis
Euphorbia schizolepis är en törelväxtart som beskrevs av Ferdinand von Mueller och Pierre Edmond Boissier. Euphorbia schizolepis ingår i släktet törlar, och familjen törelväxter. Inga underarter finns listade i Catalogue of Life.